# هانس أدلر
هانس أدلر (بالألمانية: Hans Adler)‏ هو كاتب نمساوي، ولد في 13 أبريل 1880 في فيينا في النمسا، وتوفي بنفس المكان في 11 نوفمبر 1957.

## وصلات خارجية
- هانس أدلر على موقع IMDb (الإنجليزية)
- هانس أدلر على موقع ميوزك برينز (الإنجليزية)
- هانس أدلر على موقع أول موفي (الإنجليزية)
- هانس أدلر على موقع قاعدة بيانات الأفلام السويدية (السويدية)
- هانس أدلر على موقع ديسكوغز (الإنجليزية)
- هانس أدلر على موقع قاعدة بيانات الفيلم (الإنجليزية)
- هانس أدلر على موقع كينوبويسك (الروسية)